# Hrbtenica
Hrbtenica (latinsko columna vertebralis) je del okostja, sestavljena je iz 33 do 34 vretenc. 
Hrbtenico človeka sestavljajo vretenca, ki jih delimo v 5 skupin ali segmentov. To so (od zgoraj navzdol) vratna ali cervikalna vretenca (vseh skupaj 7), (vertebrae cervicales). Vsi sesalci razen kita jih imamo 7. Posebni imeni nosita prvo vretence, nosač (atlas), in drugo vretence, okretač (axis ali epistropheus). So najgibljivejši del hrbtenice. Prsna ali torakalna vretenca (vertebrae thoracicae). Na vseh 12 se od strani pripenja 12 parov reber. Ledvena ali lumbalna vretenca (vertebrae lumbales; vseh skupaj je 5), križnična vretenca (vretenca so zrasla v enotno kost, os sacrum – 5) ter trtična vretenca (os coccygis; vretenca zrasla skupaj – 4 ali 5). Trtica je ostanek pri človeku zakrnelega repa.
Hrbtenica je pri plodu konkavno upognjena navzpred. Značilne krivine se pojavijo po rojstvu. Pri odraslem je hrbtenica v vratnem in ledvenem predelu konveksno upognjena navzpred – vratna in ledvena lordoza v prsnem in križnem predelu pa navzad – prsna in križnična kifoza.